# Besants i rodelles
|  | No s'ha de confondre amb Besant (moneda). |

En heràldica, els besants i les rodelles són uns mobles rodons i plans en forma de petit disc.
Si és de metall en diem besant; si és de color, rodella. Per la regla del contrast dels esmalts, un besant sempre anirà sobre un camper de color, i una rodella sobre un camper de metall.

## Besants

Tipus de besants i rodelles

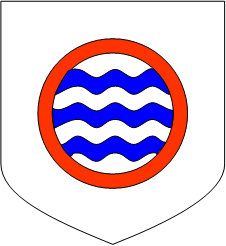
D'argent, una font perfilada de gules

El besant sembla que té l'origen en el nom d'una moneda de Bizanci.
- En la tradició heràldica francesa, el besant és d'or per defecte i no cal blasonar-lo. En català sí que cal indicar el metall. (Fig. 1: D'atzur, un besant d'or.)
- Quan és d'argent, en francès s'anomena platte. (Fig. 2: De gules, un besant d'argent al cap.)

## Rodelles
La rodella agafa el seu nom de l'escut homònim rodó. Segons de quin color sigui, també rep diversos noms segons la tradició francesa, seguida més o menys fidelment també en l'heràldica anglesa i espanyola.
- La rodella de gules s'anomena, en francès, guse (Fig. 3: D'or, tres rodelles de gules. La posició 2 i 1 és la normal per defecte, per tant no cal blasonar-la.)
- La rodella d'atzur s'anomena, en francès, heurte (Fig. 4: D'argent, tres rodelles d'atzur en banda.)
- La rodella de sable s'anomena, en francès, ogoesse (Fig. 5: D'or, una creu d'atzur cantonada de quatre rodelles de sable.)
- La rodella de sinople s'anomena, en francès, somme, volet o pomme (Fig. 6: D'argent, dues rodelles de sinople en pal).
- La rodella de porpra s'anomena, en francès, gulpe (Fig. 7: D'or, tres rodelles de porpra malordenades; és a dir, posades 1 i 2, en comparació amb les «ben ordenades», que serien les de la Fig. 3.)

## Variants
Els besants i les rodelles es poden combinar l'un amb l'altre mitjançant una partició, habitualment un partit (o partició en vertical), però també mitjançant el truncat (partició en horitzontal), el tallat (partició en barra), el trinxat (partició en banda) o el quarterat (partició en creu o en aspa): 
- La combinació metall-color és un besant rodella, que sempre anirà sobre camper de color (Fig. 8: De sable, un besant rodella d'or i de sinople posat al punt d'honor.)
- La combinació color-metall és una rodella besant, que sempre anirà sobre camper de metall (Fig. 9: D'or, una rodella besant d'atzur i d'argent.)

També en terminologia francesa, s'anomena œil de faucon (és a dir, 'ull de falcó') el besant d'argent perfilat de sable (Fig. 10: Trinxat d'or i de sinople, un besant d'argent perfilat de sable sobre el tot.) També existeix la combinació contrària: una rodella de sable perfilada d'argent.
La font heràldica, o deu, també és representada per un besant faixat ondat, ordinàriament d'argent i d'atzur, que representa l'aigua corrent.